# چوبین‌ملخیان
چوبین‌ملخیان (به لاتین: Proscopiinae) زیرخانواده‌ای از ملخ‌های خانواده چوبین‌ملخان است. بیش از ۲۰ سرده و ۱۹۰ گونه توصیف‌شده، در آمریکای جنوبی یافت می‌شوند.

## تبارها
دو تبار شناسایی شده‌اند که سرده‌های زیر به زیرخانواده Proscopiinae اختصاص دارند:

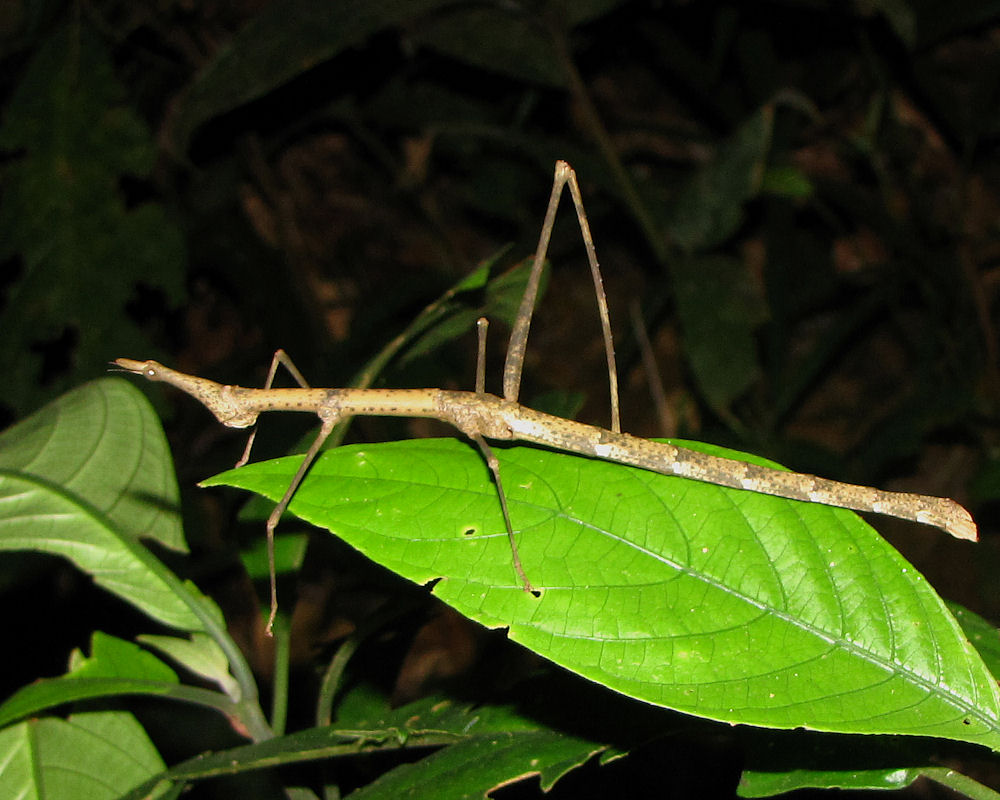
Pseudoproscopia scabra

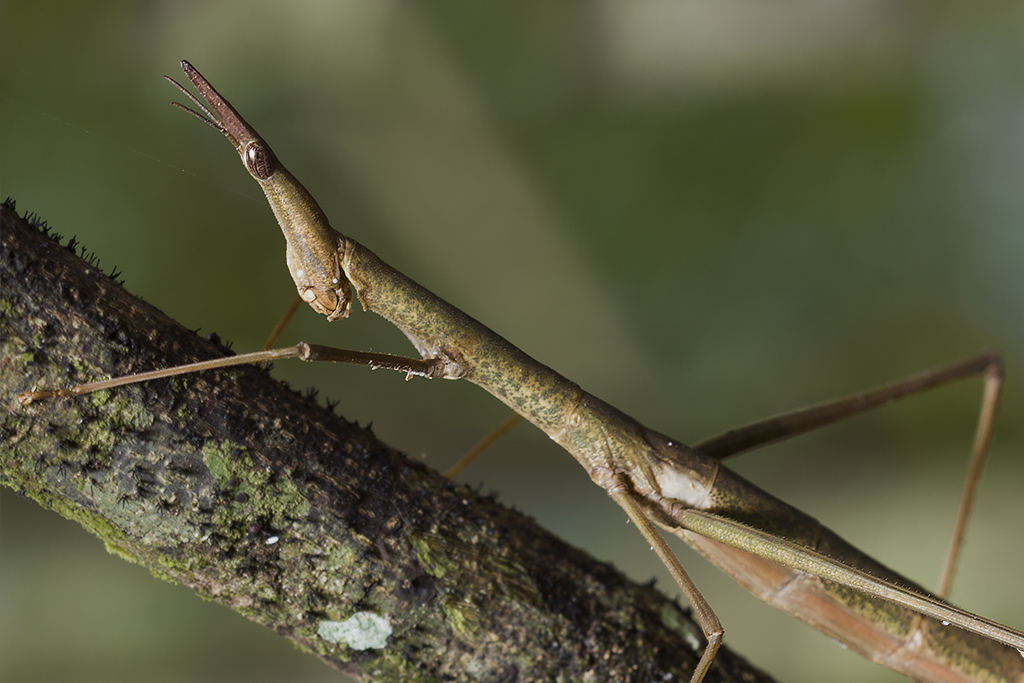
Tetanorhynchus punctatus

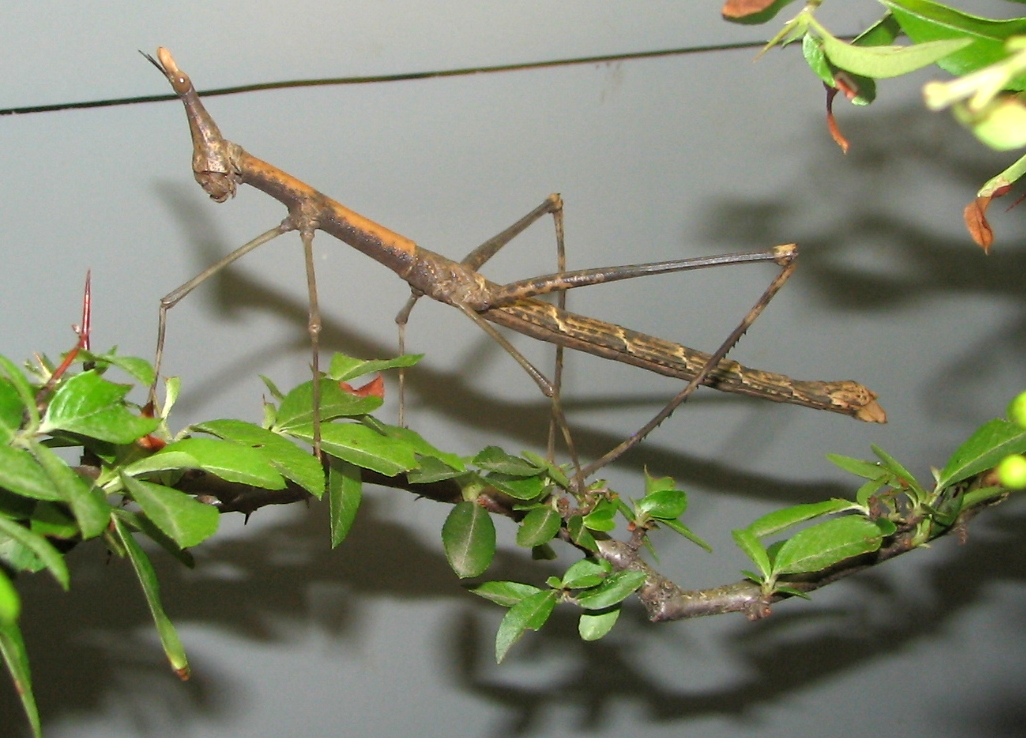
Stiphra sp. ، چوب‌پرشی غول‌پیکر

- Proscopiini
- Tetanorhynchini